# Joaquim Oliver i Garcia
Joaquim Oliver i Garcia fou un polític català, diputat a les Corts Espanyoles durant la restauració borbònica. Fou elegit diputat a les Corts Espanyoles per Valls dins del grup Izquierda Dinástica a les eleccions generals espanyoles de 1884.